# Sevugampatti
Sevugampatti là một thị xã panchayat của quận Dindigul thuộc bang Tamil Nadu, Ấn Độ.

## Nhân khẩu
Theo điều tra dân số năm 2001 của Ấn Độ, Sevugampatti có dân số 9521 người. Phái nam chiếm 51% tổng số dân và phái nữ chiếm 49%. Sevugampatti có tỷ lệ 65% biết đọc biết viết, cao hơn tỷ lệ trung bình toàn quốc là 59,5%: tỷ lệ cho phái nam là 74%, và tỷ lệ cho phái nữ là 55%. Tại Sevugampatti, 11% dân số nhỏ hơn 6 tuổi.